# Marsillargues
Marsillargues este o comună în departamentul Hérault din sudul Franței. În 2009 avea o populație de 6.046 de locuitori.

## Evoluția populației
| An        | 1975  | 1982  | 1990  | 1999  | 2006  | 2009  |
| --------- | ----- | ----- | ----- | ----- | ----- | ----- |
| Populație | 3.023 | 3.653 | 4.386 | 5.334 | 5.760 | 6.046 |